# Tosh Van der Sande
Tosh Van der Sande (Wijnegem, 29 de gener de 1990) és un ciclista belga, professional des del 2012 i actualment a l'equip Team Visma-Lease a Bike.

## Palmarès
- 2008
  -  Campió del món júnior en Puntuació
  - Vencedor d'una etapa al Trofeu Karlsberg
- 2009
  - Vencedor d'una etapa a la Volta a la Província de Namur
- 2011
  - 1r a la Lieja-Bastogne-Lieja sub-23
  - Vencedor de 2 etapes al Triptyque des Monts et Châteaux
  - Vencedor d'una etapa a la Volta a Navarra
  - Vencedor d'una etapa a la Volta a la Província de Lieja
- 2016
  - Vencedor d'una etapa al Tour de l'Ain
- 2019
  - Vencedor d'una etapa al Tour de Valònia

### Resultats al Giro d'Itàlia
- 2014. 93è de la classificació general
- 2018. Abandona (17a etapa)
- 2019. 64è de la classificació general

### Resultats a la Volta a Espanya
- 2013. 127è de la classificació general
- 2015. 49è de la classificació general
- 2016. 109è de la classificació general
- 2018. 114è de la classificació general
- 2019. 65è de la classificació general
- 2020. 96è de la classificació general

### Resultats al Tour de França
- 2021. Abandona (11a etapa)